# Ghia
Ghia (Carrozzeria Ghia SpA) er et italiensk designfirma ejet af Ford Motor Company.
Ghia blev grundlagt i 1915 som Carrozzeria Ghia & Gariglio i Torino af Giacinto Ghia og Gariglio. Ghia specialiserede sig i lette sportsvogne bygget i aluminium, hvor de blev mest kendt for Alfa Romeo 6C 1500, som vandt Mille Miglia 1929. Bidragsyderne var Alfa Romeo, Fiat og Lancia. Efter anden verdenskrig lavede de et designfirma med biler som Volkswagen Karmann Ghia. Chrysler blev en vigtig bidragsyder, men det blev Ford som overtog Ghia i 1970. Ghia var i en periode involveret i De Tomaso Pantera.
Ford begyndte at anvendte navnet Ghia som tilnavn på versioner af sine egne personbilsmodeller fra 1973: Granada Ghia, Capri Ghia, Cortina Ghia, Escort Ghia, Fiesta Ghia og Mondeo Ghia.

## Galleri
- 1932 Itala 65-Sport-Coupé-Royal
- 1947 Alfa Romeo 6C 2500 Ghia
- 1947 Lancia Aprilia Ghia
- 1953 Fiat 8V Ghia Supersonic
- 1955 Jaguar XK140 (Ghia body)
- (1971–1991) Detomaso pantera
- 1982 Ford Cortina Mk V 2.3 Ghia
- 1983 Ghia Trio (Ford Concept Car)

- Wikimedia Commons har flere filer relateret til Ghia